# Cyrkuł samborski
Cyrkuł samborski (niem. Samborer Kreis) – jednostka administracyjna Cesarstwa Austrii w Królestwie Galicji i Lodomerii. Funkcjonował w dwóch odsłonach: dużej – w latach 1773–1782 i mniejszej – w latach 1782–1850 oraz 1854–1865.

## Pierwsza odsłona (1773–1782)

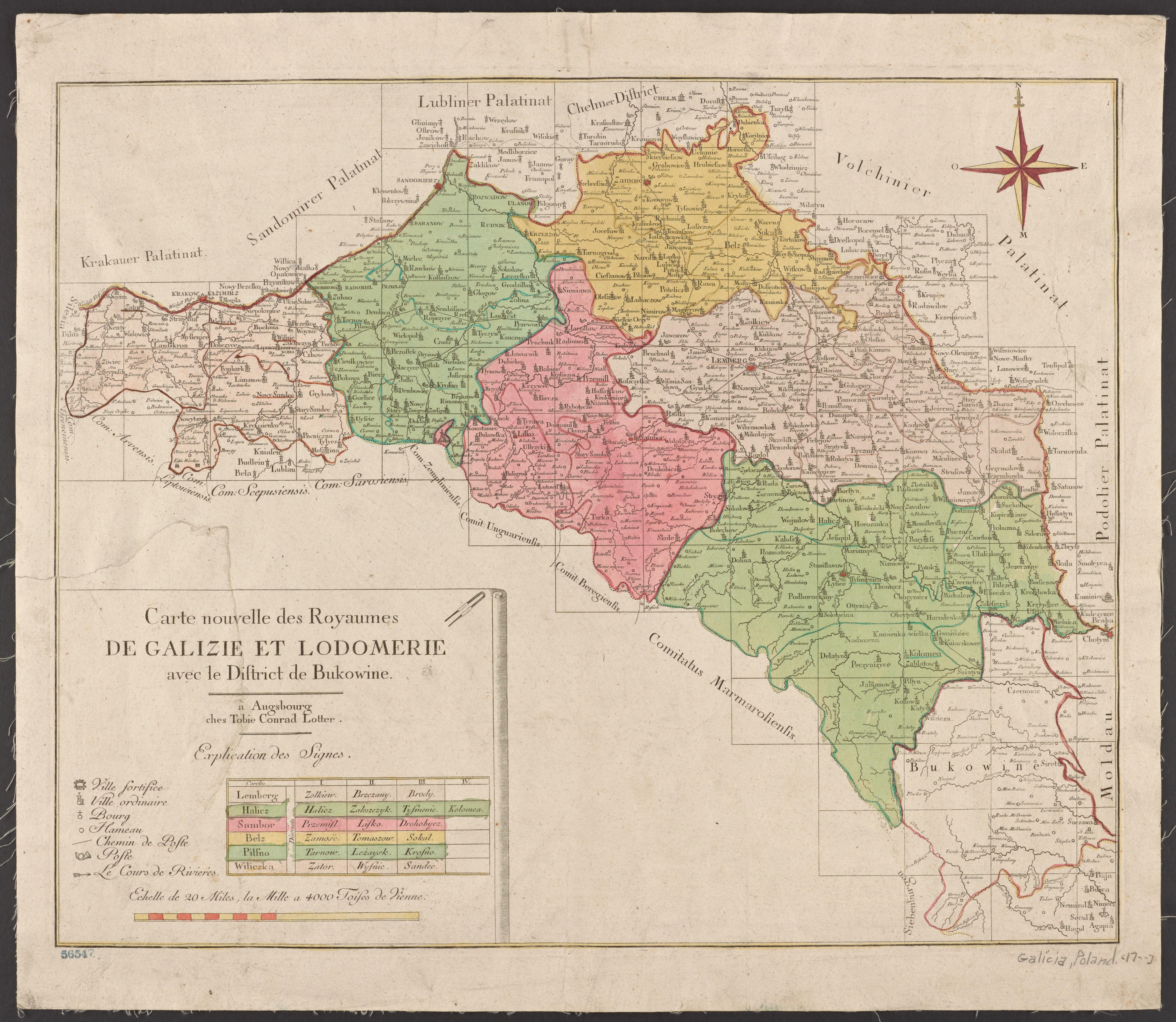
Cyrkuł samborski (kolor ciemnoróżowy) ok. 1780

Cyrkuł samborski z siedzibą w Samborze utworzono w 1773 roku na ziemiach polskich zagarniętych przez Austrię podczas I rozbioru. Inicjalnie został on podzielony na dziesięć dystryktów (powiatów):
- Biskowice
- Drohobycz
- Dubiecko
- Jarosław
- Lisko
- Przemyśl
- Sanok
- Stryj
- niewiadomo[4]
- niewiadomo[5]

Podział ten nie przetrwał długo – już na konferencji Kancelarii Nadwornej z 14 marca 1774 stwierdzono, że tak duża liczba dystryktów może być uzasadniona jedynie w sytuacji, gdyby przed ich naczelnikami stały liczne i istotne zadania. W związku z tym ustalono ogólną zasadę, że w odpowiednim czasie konieczna będzie znaczna redukcja ich liczby. Zgodnie z tym stanowiskiem, 21 czerwca 1774 gubernator przedstawił swoje wnioski dotyczące reorganizacji. W odpowiedzi otrzymał dekret z 3 sierpnia 1774 roku, w którym poinformowano, że cesarzowa Maria Teresa Habsburg wyraziła zasadniczą zgodę na proponowane zmiany – pod warunkiem, że ich wdrożenie nie opóźni prac nad wprowadzeniem systemu podatkowego oraz regulacji urbarialnej. W kolejnym memoriale z 11 października 1774 gubernator przedstawił szczegółowy plan reorganizacji, który został zatwierdzony rezolucją Kancelarii Nadwornej z 14 marca 1775. W efekcie tych działań liczba dystryktów w cyrkule samborskim została zredukowana do czterech:
- Drohobycz (ze zniesionych: Biskowice, Drohobycz, Stryj i jednego niewiadomego[5]),
- Lisko (ze zniesionych: Lisko, Sanok i jednego niewiadomego[4]),
- Przemyśl (ze zniesionych: Dubiecko, Jarosław i Przemyśl).

Cyrkuł samborski (dystrykt Lisko) posiadał eksklawę na terenie cyrkułu pilzneńskiego (na obszarze dystryktu Krosno), którą stanowiło miasto Jaśliska z okolicą.

### Reforma i zniesienie cyrkułu

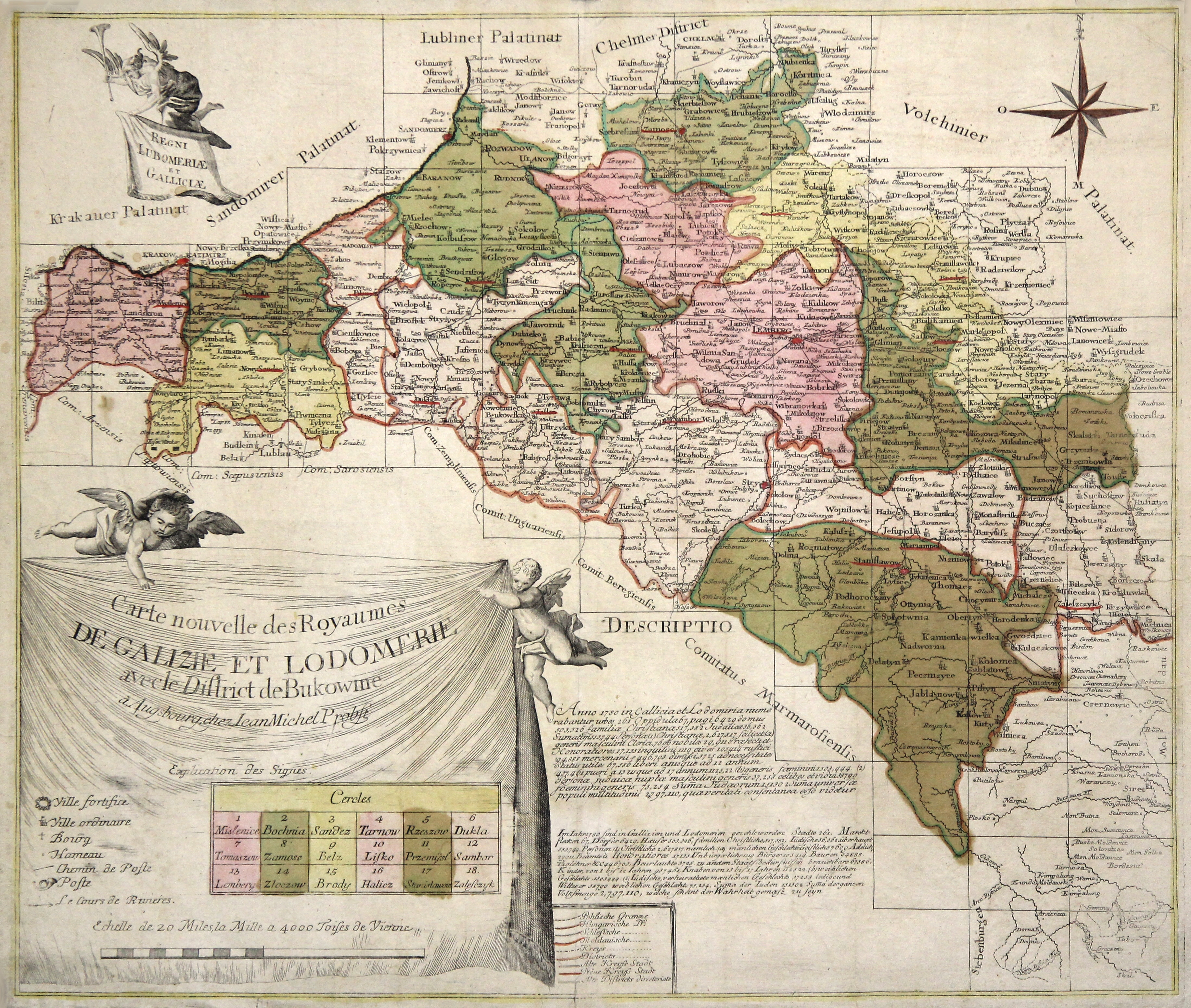
Projekt nowego podziału Galicji na cyrkuły (1780) z cyrkułem samborskim o nowych granicach

2 września 1780 kancelaria nadworna wydała dekret, w którym poinformowała gubernatora o nowych decyzjach w sprawie organizacji administracyjnej. Cesarzowa Maria Teresa Habsburg już od dłuższego czasu planowała wprowadzenie reform mających na celu dostosowanie ustroju Galicji do zasad obowiązujących w niemieckich krajach dziedzicznych. Właśnie zapadła kluczowa decyzja o przekształceniu dotychczasowych dystryktów w cyrkuły. W związku z tym polecono rozpoczęcie prac nad opracowaniem planu reorganizacji. Jednocześnie określono główne wytyczne, które miały stanowić podstawę przy tworzeniu tego planu. Szczególny nacisk położono na to, aby siedziby władz cyrkułów znajdowały się możliwie jak najbliżej ich centrum. Choć zalecano, aby obszary poszczególnych cyrkułów były w miarę równe pod względem powierzchni, nie należało traktować tej zasady zbyt rygorystycznie – w przypadku istnienia ważnych powodów możliwe były odstępstwa od równomiernego podziału. Zwrócono również uwagę, że nie powinno się bez wyraźnej potrzeby zmieniać lokalizacji siedzib władz, ponieważ wiązałoby się to z licznymi trudnościami – między innymi z koniecznością przeniesienia archiwów, które przez osiem lat znacznie się rozrosły. Na zakończenie podkreślono wagę odpowiedniego doboru kadry kierowniczej do obsadzenia nowych stanowisk.
Zgodnie z przyjętymi wytycznymi opracowano memoriał z 1 grudnia 1780, w którym przedstawiono projekt nowego podziału administracyjnego Galicji na 18 mniejszych cyrkułów na bazie dotychczasowych osiemnastu dystryktów. W obrębie dotychczasowego cyrkułu bełskiego dotyczyły to następujących zmian:
- zniesiony dystrykt Drohobycz – przekształcono w nowy cyrkuł samborski,
- zniesiony dystrykt Lisko – przekształcono w cyrkuł liski (w 1786 przekształcony w cyrkuł sanocki),
- zniesiony dystrykt Przemyśl – przekształcono w cyrkuł przemyski.

Plan ten został zatwierdzony i wszedł w życie w 1782 roku, co jednocześnie oznaczało zniesienie starego, wielkiego cyrkułu samborskiego i utworzenie nowego, mniejszego cyrkułu samborskiego.

## Druga odsłona (1782–1865)
Nowy cyrkuł samborski nie przetrwał długo, bo już kolejny rok przyniósł nowe zmiany. W 1783 roku, w związku z korektą granic, do cyrkułu samborskiego z cyrkułu lwowskiego przyłączono południowe połacie z rejonami Rudek i Komarna, oraz fragment cyrkułu liskiego (Wołcze). Natomiast z cyrkułu samborskiego – na korzyść nowego cyrkułu dolińskiego – wyłączono jego wschodnie pasmo z m.in. Stryjem i Skolem. Mniejsze skrawki cyrkułu samborskiego włączono do cyrkułów: liskiego (Dobromil oraz Boberka) i przemyskiego (Krukienice).
Ewaryst Andrzej, hrabia Kuropatnicki w wydanej po raz pierwszy w 1786 r. „Geografii (...) Galicyi i Lodomeryi” pisał, że Obfituje ten cyrkuł: W sól warzoną, wołów mnóstwo, które pomiędzy góry na żyznych się dolinach pasą, w góry mineralne, w lasy obfite do warzenia soli, w tiutuny, w urodzajne grunta ku Lwowu, w ryby z wielkich stawów, w zwierza, w pstrągi. Droga idzie od Sambora do Lwowa i od Węgier na Wyrawę.

### Zniesienie cyrkułów w 1850 roku
Po wydarzeniach rewolucyjnych w latach 1848–1849, które wstrząsnęły Cesarstwem Austriackim, w 1850 roku przeprowadzono istotną reformę administracyjną mającą na celu usprawnienie zarządzania na obszarze Galicji i Lodomerii. W jej ramach cyrkuł czerniowiecki, dotychczas będący częścią Galicji, został wyodrębniony jako osobny kraj koronny. Pozostałe 19 cyrkułów zostało zniesionych i zastąpionych przez trzy okręgi rządowe: Kraków, Lwów i Stanisławów, które podzielono na 63 powiaty (niem. Bezirkshauptmannschaften). Powiaty z kolei były tworzone na podstawie nowych okręgów sądowych, od dwóch do czterech na powiat. Oznaczało to zarazem zniesienie cyrkułu samborskiego, którego obszar podzielono między cztery Bezirkshauptmannschaften w składzie okręgu rządowego Lwów:
- Drohobycz – z okręgów sądowych: Drohobycz I, Drohobycz II, Medenice i Podbuż,
- Gródek – z okręgów sądowych: Gródek, Janów[14] i Komarno,
- Sambor – z okręgów sądowych: Sambor I, Sambor II, Bronica i Starasól,
- Stare Miasto  – z okręgów sądowych: Stare Miasto, Turka i Borynia.

### Reaktywacja cyrkułów (1854–1865)
Cyrkuł samborski reaktywowano na mocy rozporządzenia z 24 kwietnia 1854, który przywrócił podział na cyrkuły w granicach sprzed reformy 1849, a które ugrupowano w dwa obszary administracyjne (niem. Verwaltungsgebiete) – Kraków i Lwów. Cyrkuł samborski wszedł w skład obszaru lwowskiego.
Równocześnie, w ramach reformy uwłaszczeniowej z okresu Wiosny Ludów (1848–1849), która likwidowała jurysdykcję właściciela ziemskiego nad poddanymi, dominium galicjskie – jako podstawowa jednostka administracyjna i filar systemu feudalnego straciło rację bytu. Konieczne stało się zatem wprowadzenie nowego systemu administracyjnego, którego zręby powstały w latach 1851–1855. Utworzono wtedy 179 małych powiatów (niem. Bezirke) i ponad 6000 gmin (niem. Gemeinde). Cyrkuł samborski podzielono na jedenaście małych Bezirków, podzielonych na 351 gmin:
| Bezirk      | Powierzchnia | Powierzchnia | Ludność | Ludność | Liczba gmin |
| Bezirk      | Mil²         | Km²          | Ogółem  | Os./km² | Liczba gmin |
| ----------- | ------------ | ------------ | ------- | ------- | ----------- |
| Borynia     | 11,4         | 656,14       | 19.669  | 29,98   | 33          |
| Drohobycz   | 12,1         | 696,16       | 46.721  | 67,14   | 39          |
| Komarno     | 5,9          | 339,54       | 27.923  | 82,28   | 38          |
| Łąka        | 5,5          | 316,53       | 18.030  | 56,93   | 22          |
| Medenice    | 6,7          | 385,59       | 24.390  | 63,28   | 22          |
| Podbuż      | 13,0         | 748,15       | 24.891  | 33,26   | 33          |
| Rudki       | 5,6          | 322,28       | 22.112  | 68,59   | 36          |
| Sambor      | 7,6          | 437,38       | 41.291  | 94,36   | 38          |
| Starasól    | 5,2          | 299,26       | 23.589  | 78,83   | 31          |
| Staremiasto | 7,9          | 454,35       | 24.909  | 54,85   | 33          |
| Turka       | 8,3          | 477,57       | 25.629  | 53,67   | 26          |
| RAZEM       | 88,2         | 5432,95      | 293.254 | 53,98   | 351         |
| ŚREDNIA     | 8,02         | 493,90       | 26.659  | 59,95   | 31,91       |

Cyrkuł samborski przetrwał do 1865 roku. Po nadaniu Galicji autonomii oraz powołaniu samorządu gminnego i powiatowego w 1865 zlikwidowano cyrkuły (Kreise), a dotychczasowe małe powiaty (Bezirke) w liczbie 179, zostały w ramach kolejnej reformy administracyjnej (23 stycznia 1867) zastąpiono przez 74 większych powiatów.